# Olavius geniculatus
Olavius geniculatus är en ringmaskart som först beskrevs av Erséus 1981.  Olavius geniculatus ingår i släktet Olavius och familjen glattmaskar. Inga underarter finns listade i Catalogue of Life.